# Aleksandra Sikora
Aleksandra Franciszka Sikora (* 7. Februar 1991 in Kędzierzyn-Koźle) ist eine ehemalige polnische Fußballspielerin.

## Karriere

### Vereine
Sikora spielte im Seniorinnenbereich zunächst von 2014 bis 2017 für Medyk Konin in der Ekstraliga Kobiet, der höchsten Spielklasse im polnischen Frauenfußball. Während ihrer Zugehörigkeit – sie erzielte in ihren Punktspielen insgesamt 46 Tore – gewann sie jeweils dreimal in Folge die Meisterschaft und den nationalen Vereinspokal.
Nach Italien gelangt, spielte eine Saison lang für ACF Brescia und kam in 20 Punktspielen der Serie A, der höchsten Spielklasse im italienischen Frauenfußball zum Einsatz, in denen sie vier Tore erzielte. Anschließend war sie von 2018 bis 2020 für den Ligakonkurrenten Juventus Turin aktiv und trug mit 26 Punktspielen zu zwei Meisterschaften bei. Nach dem Ende der Saison begab sie sich dorthin, wo die Spielzeit erst begann – nach Norwegen. Dort kam sie in der Spielzeit 2020 für die Frauenfußballmannschaft des Klepp IL in der Toppserien, der höchsten Spielklasse im norwegischen Frauenfußball in zwölf Punktspielen zum Einsatz.

### Nationalmannschaft
Nachdem Sikora für die Nachwuchsnationalmannschaften des PZPN der Altersklassen U17 und U19 in drei Jahren 17 Länderspiele bestritten und neun Tore erzielt hatte, debütierte sie in der A-Nationalmannschaft am 19. November 2010 bei der 0:5-Niederlage im Freundschaftsspiel gegen die Nationalmannschaft Frankreichs in Angers als Einwechselspielerin für Agnieszka Winczo ab der 88. Minute. Knapp drei Jahre später kam sie erst zu ihrem zweiten A-Länderspiel, als sie am 25. Oktober 2013 in Beauvais erneut gegen die Nationalmannschaft Frankreichs (90 Minuten lang) spielte und mit ihrer Mannschaft mit 0:6 verlor. Sie nahm mit ihrer Mannschaft dreimal an den Europameisterschaften teil – 2013 (4 Spiele), 2017 (7 Spiele), 2022 (4 Spiele, 3 Tore). Des Weiteren wurde sie in insgesamt 16 WM-Qualifikationsspielen (2 Tore) eingesetzt, wie auch in drei weiteren Freundschaftsspielen (1:0 vs. Niederlande am 27. Oktober 2015 in Jelenia Góra, 1:3 vs. Spanien am 8. November 2018 in Leganés, 1:1 vs. Italien am 5. April 2019 in Lublin).
Sie nahm ferner am Turnier um den Zypern-Cup 2016 teil, kam in allen drei Spielen der Gruppe B zum Einsatz, wie auch im Finale am 9. März in Larnaka bei der 1:2-Niederlage gegen die Nationalmannschaft Österreichs sowie am Turnier um den Algarve-Cup 2019, in dem sie beide Spiele in der Gruppe B und das Finale bestritt. In diesem war sie mit ihrer Mannschaft am 6. März in Parchal der Nationalmannschaft Norwegens mit 0:3 unterlegen. Ihr erstes von fünf A-Länderspieltoren erzielte sie am 13. September 2014 in Toruń beim 4:0-Sieg über die Nationalmannschaft Nordirlands im neunten Spiel der WM-Qualifikationsgruppe 4 mit dem Treffer zur 1:0-Führung in der 33. Minute.

## Erfolge
Nationalmannschaft
- Algarve-Cup-Finalist 2019
- Zypern-Cup-Finalist 2016
- Istrien-Cup-Sieger 2015

Juventus Turin
- Italienischer Meister 2019, 2020

AFC Brescia
- Vize-Meisterschaft 2018

Medyn Konin
- Polnischer Meister 2015, 2016, 2017
- Polnischer Pokal-Sieger 2015, 2016, 2017